# Daiichi Sankyo
La Daiichi Sankyo Co., Ltd. (第一三共株式会社?, Daiichi Sankyō Kabushiki-kaisha) è una multinazionale farmaceutica giapponese, seconda per grandezza in Giappone. È presente in Italia con la sua sede di Roma.